# Nachal Adašim
Nachal Adašim (hebrejsky: נחל עדשים, arabsky: Vádí el-Muweily) je vádí, v Dolní Galileji, v severním Izraeli.
Začíná v nadmořské výšce přes 100 metrů jižně od města Iksal v údolí Bik'at Ksulot, které je severovýchodním výběžkem zemědělsky využívaného Jizre'elského údolí. Vádí směřuje k jihozápadu rovinatou krajinou, v níž z východu míjí vesnici Tel Adašim, Mizra a Kfar Gid'on. Prochází po severním okraji obce Balfourija a zleva přijímá vodní toky z prostoru horského masivu Giv'at ha-More. Jde o vádí Nachal Tevet s jeho přítokem Nachal ha-More. Koryto vádí potom probíhá nedaleko severozápadního okraje města Afula a zde ústí zprava do řeky Kišon.